# Luigi Carlo Farini

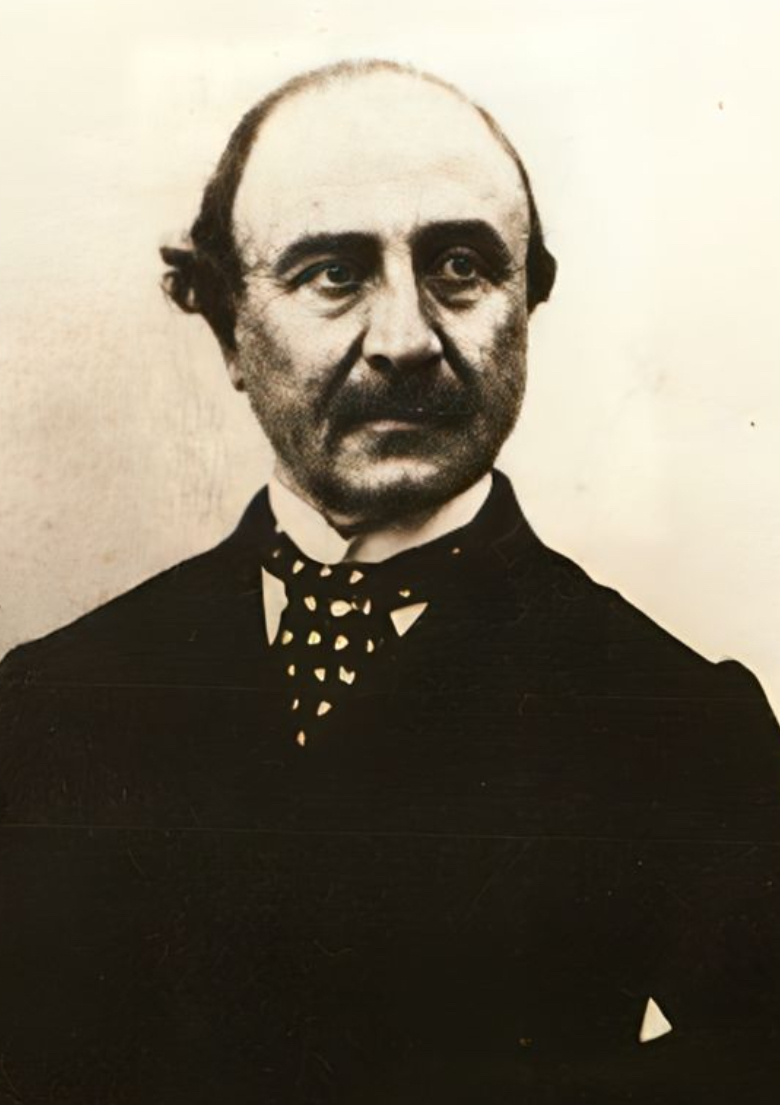
Luigi Carlo Farini

Luigi Carlo Farini (* 22. Oktober 1812 in Russi bei Ravenna; † 1. August 1866 bei Quarto) war ein italienischer Politiker. Zwischen 1862 und 1863 war er Ministerpräsident des Königreiches Italien.

## Leben
Farini entstammte einer Familie von Anhängern des Risorgimento, sein Vater war Bürgermeister von Russi.
In seiner Jugend schloss sich Farini der Bewegung der Carbonari (die Köhler) an und darauffolgend der Giovane Italia (Junges Italien). Nach der Promotion als Arzt nahm er an den Erhebungen von 1831 teil, dies zwang ihn nach der Niederschlagung ins Exil. 1845 schrieb er die „Proclama di Rimini“ (Proklamation von Rimini) gegen den Papst Gregor XVI. an alle europäischen Regierungen und Staatschefs, um mehr Bewegungsfreiheit zu Gunsten der Bürger der Romagna zu verlangen. 1848 kehrte er jedoch heim und wurde vom neuen Papst Pius IX. sogar zum Minister ernannt. 1849 wurde er schließlich piemontesischer Bürger.
1852 zog er nach Saluggia. Zwischen 1849 und 1856 war Farini liberaler Abgeordneter und Minister zusammen mit Massimo d’Azeglio und wurde darauffolgend ein enger Mitarbeiter Cavours.
1859 wurde er als Ergebnis eines nationalistischen Aufstandes (eigentlich eher ein Revolutionsexport) zum Präsidenten bzw. Diktator der Emilia sowie von Parma, Piacenza und Modena ernannt, und während seiner Amtszeit führte er 1860 die Annexion an Piemont durch.
Zwischen dem 9. Dezember 1862 und dem 24. März 1863 war er der vierte Ministerpräsident des 1861 ausgerufenen Königreiches Italien, zog sich aber wenige Monate danach wegen einer schweren geistigen Erkrankung ins Privatleben zurück.